# Mei 2012
Dit artikel geeft een chronologisch overzicht van belangrijke gebeurtenissen per dag in de maand mei van het jaar 2012.

## Gebeurtenissen

### 1 mei
- De felbesproken wietpas wordt ingevoerd in de Nederlandse provincies Zeeland, Limburg en Noord-Brabant.

### 2 mei
- In Vietnam wordt Thủ Dầu Một verheven tot een stad.

### 5 mei
- De Gouden Boekenuil, de belangrijkste literaire prijs in Vlaanderen, gaat dit jaar naar de Nederlandse auteur David Pefko met zijn roman Het voorseizoen.

### 6 mei
- De socialist François Hollande wint de tweede ronde van de Franse presidentsverkiezingen met 51,7% van de stemmen en verdrijft op die manier Nicolas Sarkozy uit het Élysée.

### 7 mei
- De Nederlandse schrijver A.F.Th. van der Heijden wint dit jaar de Libris Literatuur Prijs met zijn roman Tonio.
- Ronnie O'Sullivan wint het WK snooker voor de vierde keer in zijn carrière. In de finale is hij met 18-11 te sterk voor Ali Carter.

### 9 mei
- Een Russische Soechoj Superjet 100-95 stort tijdens een demonstratievlucht boven Java in bergachtig gebied neer. Geen van de 45 inzittenden overleeft de crash.
- Bij een brand in een kledingzaak in de Filipijnse stad Butuan op het zuidelijk eiland Mindanao komen 17 werknemers van de winkel om het leven.
- Barack Obama drukt als eerste zittende Amerikaanse president zijn steun uit voor het homohuwelijk.

### 12 mei
- Opening van de Expo 2012, de wereldtentoonstelling in de Zuid-Koreaanse stad Yeosu.

### 14 mei
- Een overvolle jeepney stort in een ravijn in Bontoc, midden in de Filipijnse Cordillera Central. Achttien van de dertig inzittenden komen om het leven.
- Ron Paul blijft wel kandidaat voor de Republikeinse voorverkiezingen voor de Amerikaanse presidentsverkiezingen, maar stopt wegens geldgebrek zijn campagne. Dit betekent vrijwel zeker dat Mitt Romney het op 6 november namens de Republikeinen zal opnemen tegen Barack Obama.

### 15 mei
- François Hollande legt de eed af als nieuwe president van Frankrijk
- Omdat het niet lukt een coalitie te vormen na de Griekse parlementsverkiezingen van mei 2012 worden er nieuwe verkiezingen gehouden op 17 juni 2012.

### 18-19 mei
- 38ste jaarlijkse bijeenkomst van de G8 in Camp David

### 20 mei
- Zonsverduistering, zichtbaar in het noorden van de Grote Oceaan.
- Bij de tweede ronde van de presidentsverkiezingen in Servië verslaat Tomislav Nikolić van de nationalistische Servische Progressieve Partij onverwacht de zittende president Boris Tadić met 49,4 tegen 47,4 procent van de stemmen.
- Bij een aardbeving met een kracht van 5,9 op de schaal van Richter vallen in het noordoosten van Italië 3 doden. Het epicentrum ligt zo'n 35 kilometer ten noordwesten van Bologna. (Lees verder)

### 22 mei
- SpaceX lanceert een Falcon 9-raket met een Dragon-capsule. Dit is de eerste commerciële vlucht naar het internationale ruimtestation ISS.

### 24 mei
- De Nederlandse Tweede Kamer stemt in met het ESM-verdrag.

### 25 mei
- FC Barcelona neemt op passende wijze afscheid van coach Pep Guardiola. De Catalaanse voetbalclub verslaat in Madrid in de Spaanse bekerfinale het Baskische Athletic Bilbao met ruime cijfers: 3-0.

### 26 mei
- In het Nederlandse Landgraaf gaat de 43e editie van het muziekfestival Pinkpop van start.
- De Zweedse zangeres Loreen wint met haar nummer Euphoria het Eurovisiesongfestival.
- In het Syrische stadje Houla vindt een bloedbad plaats, waarbij 108 mensen - waaronder 49 kinderen - omkomen. De internationale gemeenschap veroordeelt het incident.

### 27 mei
- De Rus Andrej Baranov wint de Koningin Elisabethwedstrijd.
- De Canadees Ryder Hesjedal wint de roze trui in de Ronde van Italië. De Belg Thomas De Gendt wordt derde in het eindklassement.
- Op het filmfestival van Cannes wint de Oostenrijkse Michael Haneke de Gouden Palm voor zijn film Amour.
- In San Francisco wordt de 75e verjaardag van de Golden Gate Bridge gevierd.

### 28 mei
- De vierde editie van Werchter Boutique vindt plaats met de Amerikaanse metalgroep Metallica als belangrijkste act.

### 29 mei
- Bij krachtige aardschokken in Noord-Italië komen zeventien mensen om. Er vallen ook vele gewonden en talrijke gebouwen worden beschadigd.
- De Filipijnse Senaat veroordeelt Renato Corona, opperrechter van het Filipijnse hooggerechtshof, nadat eerder al een meerderheid van het Filipijns Huis van Afgevaardigden voor impeachment had gestemd.
- VN-gezant Kofi Annan roept de Syrische president Assad tijdens een gesprek op 'nu te handelen' en een einde te maken aan het geweld in zijn land.
- De Belgische Yanina Wickmayer gaat onderuit in de eerste ronde van Roland Garros.

### 30 mei
- Charles Taylor, de ex-president van het West-Afrikaanse land Liberia die terechtstond op het Speciaal Hof voor Sierra Leone, wordt veroordeeld tot een gevangenisstraf van vijftig jaar.
- Vlaams minister van Leefmilieu Joke Schauvliege maakt bekend dat ze het omstreden megashoppingcenter Uplace in Machelen een milieuvergunning heeft. Haar beslissing veroorzaakt een storm van protest, zowel binnen de eigen Vlaamse regering, de oppositie als milieubewegingen.
- Het Britse Hooggerechtshof oordeelt dat Julian Assange, de oprichter van Wikileaks, aan Zweden mag worden uitgeleverd en gaat dus niet in op diens beroep. Assange wordt genoemd in een zaak van verkrachting en aanranding.

### 31 mei
- De SpaceX Dragon plonst in de Grote Oceaan en keert zo, als eerste commerciële ruimtevaartuig, terug op aarde na een bezoek aan het internationaal ruimtestation ISS.

## Overleden
<< · januari · februari · maart · april · mei · juni · juli · augustus · september · oktober · november · december · >>